# Opel Vectra A
Der Opel Vectra A ist ein Mittelklasse-Fahrzeug von Opel. Er löste im Herbst 1988 den Ascona C ab und wurde im Sommer 1995 durch den Vectra B ersetzt.

## Modellgeschichte

### Allgemeines
Der Verkaufsstart des Vectra A war am 14. Oktober 1988 als Stufenheck in den Ausstattungen GL, GLS und CD.
Im Januar 1989 folgte das Stufenheck mit Allradantrieb und im März 1989 das Fließheck in den Ausstattungen GL und GT. Der Allradantrieb wurde zusammen mit der österreichischen Firma Steyr-Daimler-Puch entwickelt und war eine völlig neue Kombination von Viscokupplung und Lamellentrennkupplung, über die die Kraft vom Getriebe zur Hinterachse geleitet wurde. Ab September 1991 kamen die Ausstattungen CD Diamant und 4x4 Diamant hinzu.
Der Vectra A ist technisch mit der zweiten Generation des Saab 900 und seines Nachfolgers Saab 9-3 verwandt: Sie basieren gleichermaßen auf der GM-Plattform GM2900.

### Vectra 2000
Der Vectra 2000 bzw. Vectra 2000 4×4 war das Topmodell von September 1989 bis Juli 1992. Der nur als Stufenheck angebotene Vectra 2000 war nur mit einem 110 kW (150 PS) leistenden 16-Ventil-Motor erhältlich und wurde bis zu seiner Einstellung rund 25.000 Mal produziert.

### Vectra Turbo 4×4
Der Vectra Turbo 4×4 wurde ab September 1992 zunächst nur für das europäische Ausland als Topmodell angeboten. Da Opel in der Schweiz und in Österreich viele Allrad-Kunden hatte, gab es den Allrad-Vectra dort in Verbindung mit dem 150 kW (204 PS) starken 16-Ventil-Turbomotor. Ab September 1993 wurde der Vectra Turbo 4×4 auch in Deutschland als Topmodell angeboten, aber bereits im Juli 1994 generell eingestellt. Von September 1992 bis Juli 1994 wurden daher nur 2252 Vectra Turbo 4×4 verkauft, hauptsächlich nach Großbritannien, Österreich, Schweiz und Deutschland.

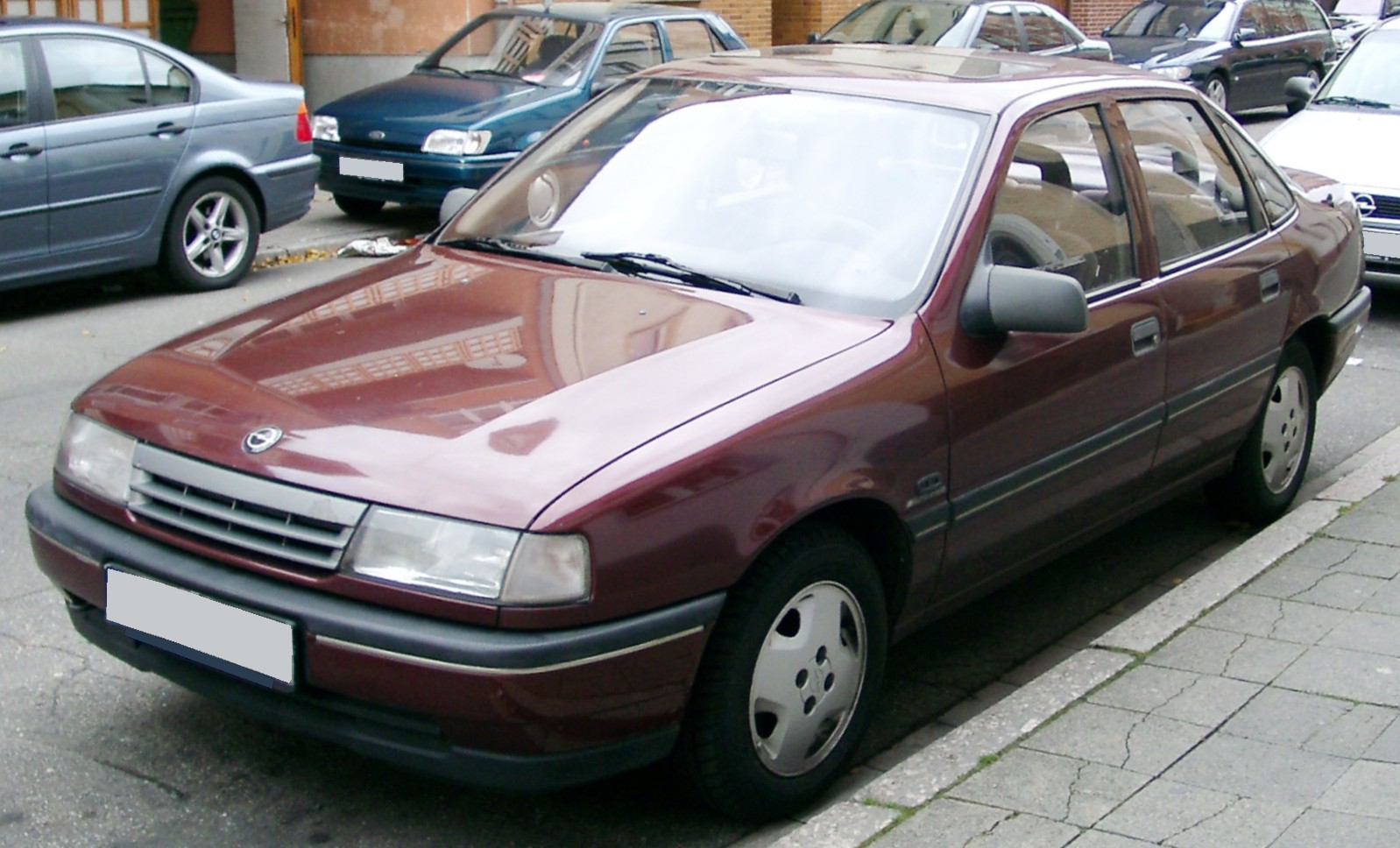
Opel Vectra A GLS
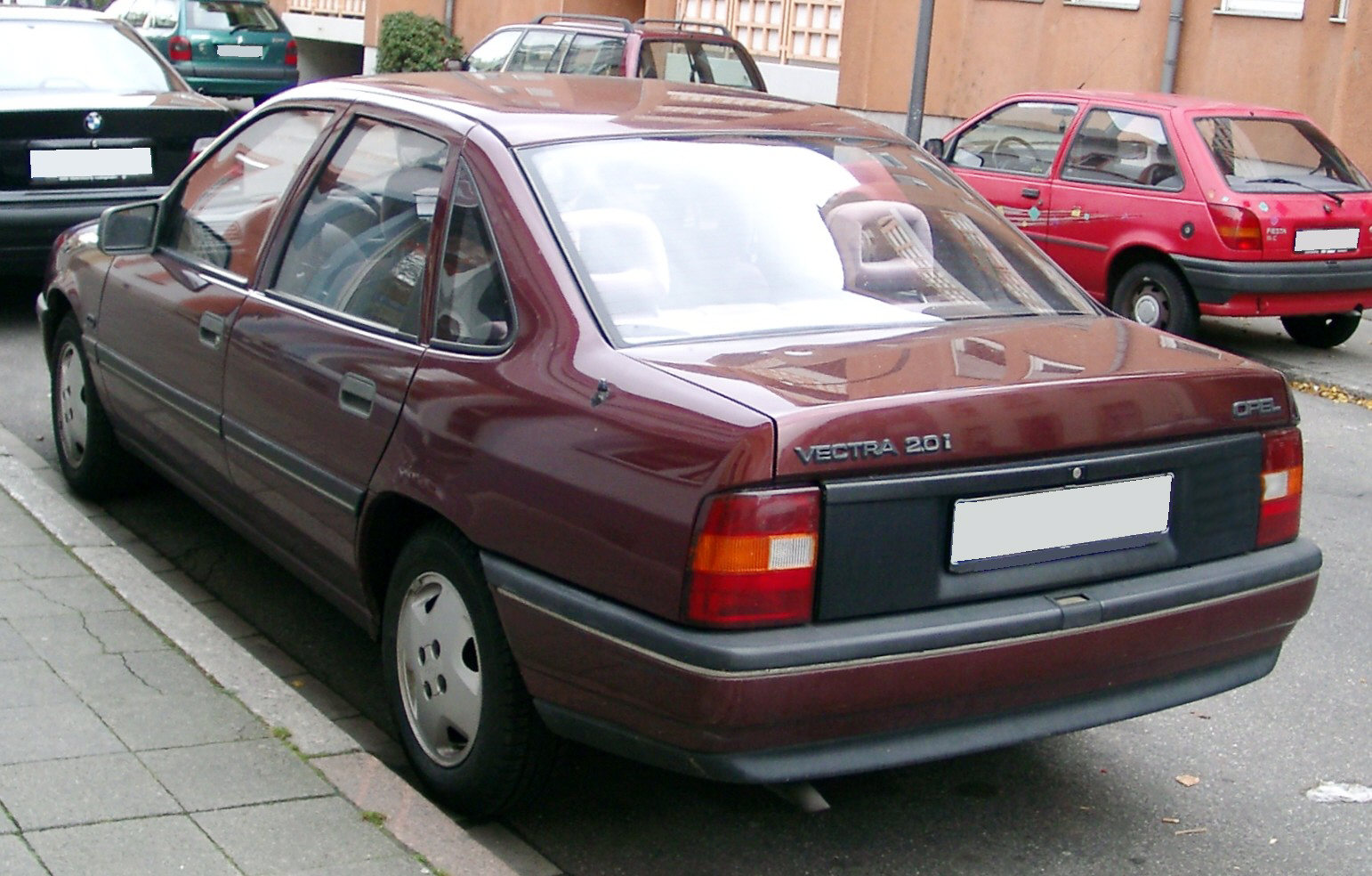
Heckansicht
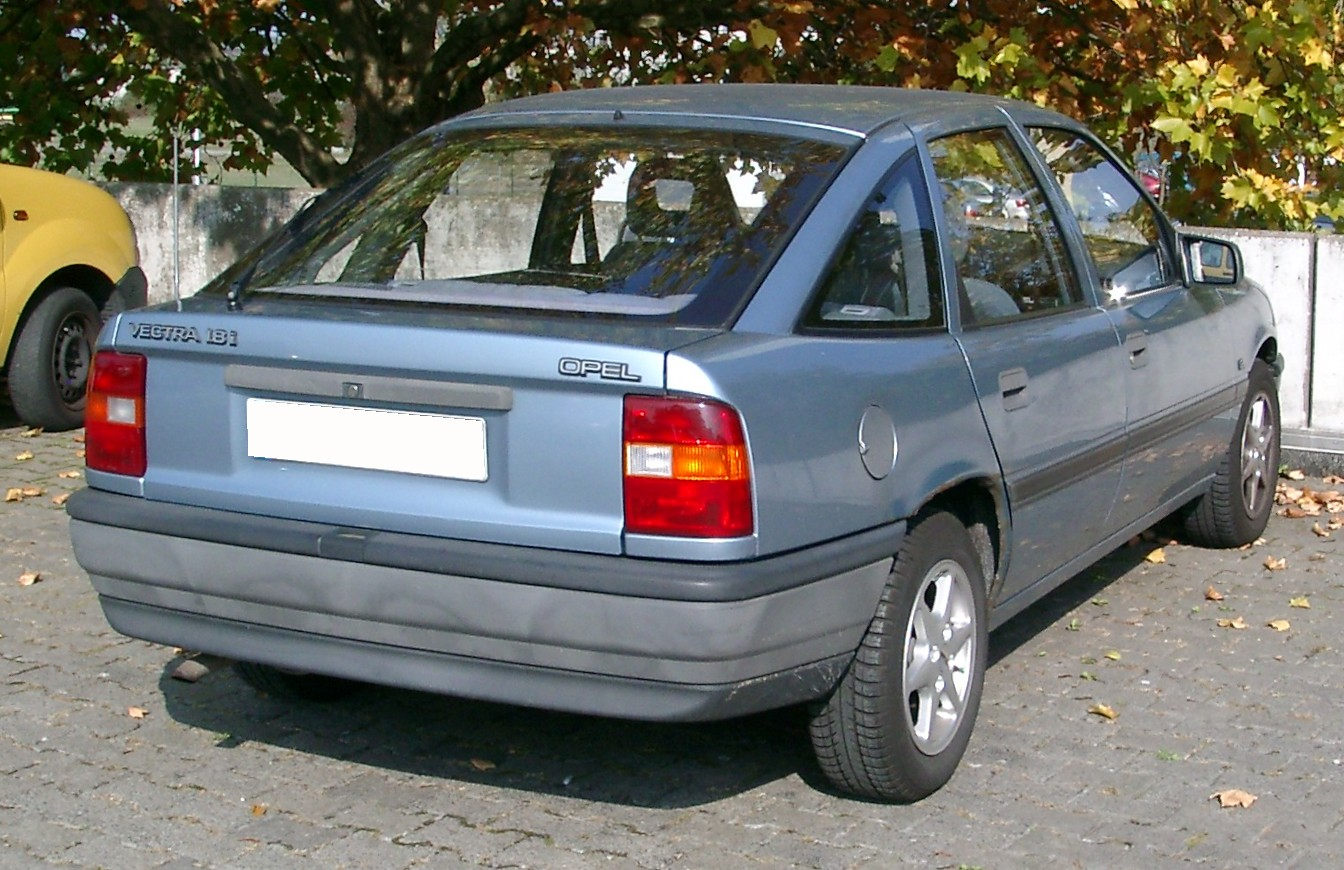
Opel Vectra Fließheck (1989–1992)
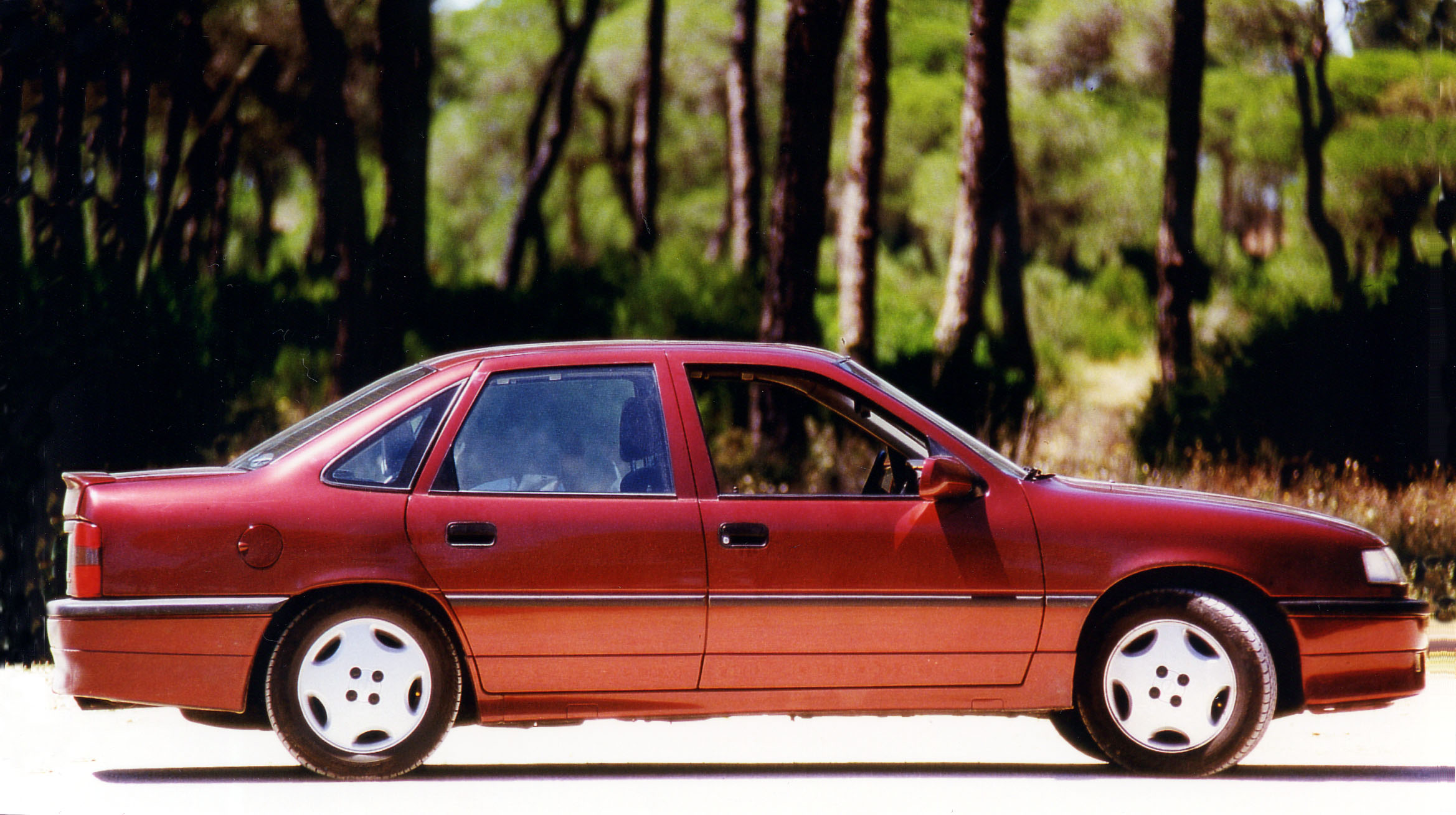
Opel Vectra 2000 (1989–1992)

### Varianten
| Produktionszeitraum       | 09/1988 bis 07/1995 |
| Karosserieformen          | - Stufenheck mit Verbundlenker-Hinterachse (Vectra A) - Stufenheck mit Schräglenker-Hinterachse (Vectra A-X) - Fließheck mit Verbundlenker-Hinterachse (Vectra A-CC) |
| Ausstattungen bis 07/1992 | GL, GLS, GT, CD, 4x4, CD Diamant, 4x4 Diamant, Frisco (nur Schweiz), 2000, 2000 4x4                                                                                  |
| Ausstattungen ab 09/1992  | GL, GLS, GT, GT 16V, 4x4, CD, CD Diamant |
| Ausstattungen ab 09/1993  | GL, Eco, GLS, GT, GT 16V, CD, CD Diamant, Turbo, V6, V6 Exclusive, Special, Sportive                                                                                 |
| Ausstattungen ab 03/1994  | GL, Special, Sportive, CDX, V6, Turbo |
| Ausstattungen ab 09/1994  | GL, Selection, Sport, CDX, V6 |

### Modellpflege
Im September 1992 bekam der Vectra A eine Modellpflege mit neugestalteter Front- und Heckpartie. Erkennungszeichen des neuen Modells sind der geänderte Kühlergrill mit integriertem Opel-Blitz, in Wagenfarbe lackierte Stoßstangen, leicht gewölbte Scheinwerfergläser, die neu gestalteten Rückleuchten sowie die durchgehende Griffleiste an der Heckklappe.
Serienmäßig wurde nun jeder Vectra mit Antiblockiersystem, Servolenkung und Fünfgang-Getriebe ausgestattet. Die serienmäßige Sicherheitsausstattung wurde mit der Modellpflege um Seitenaufprallschutz mit doppelten Stahlrohrverstärkungen in allen Türen, verstärkte Schwellerbleche und Dachholme erweitert.
Ab Februar 1993 war der Fahrerairbag und ab September 1993 auch der Beifahrerairbag als Option erhältlich. Beide Airbags gehörten schließlich ab September 1994 zur Serienausstattung.

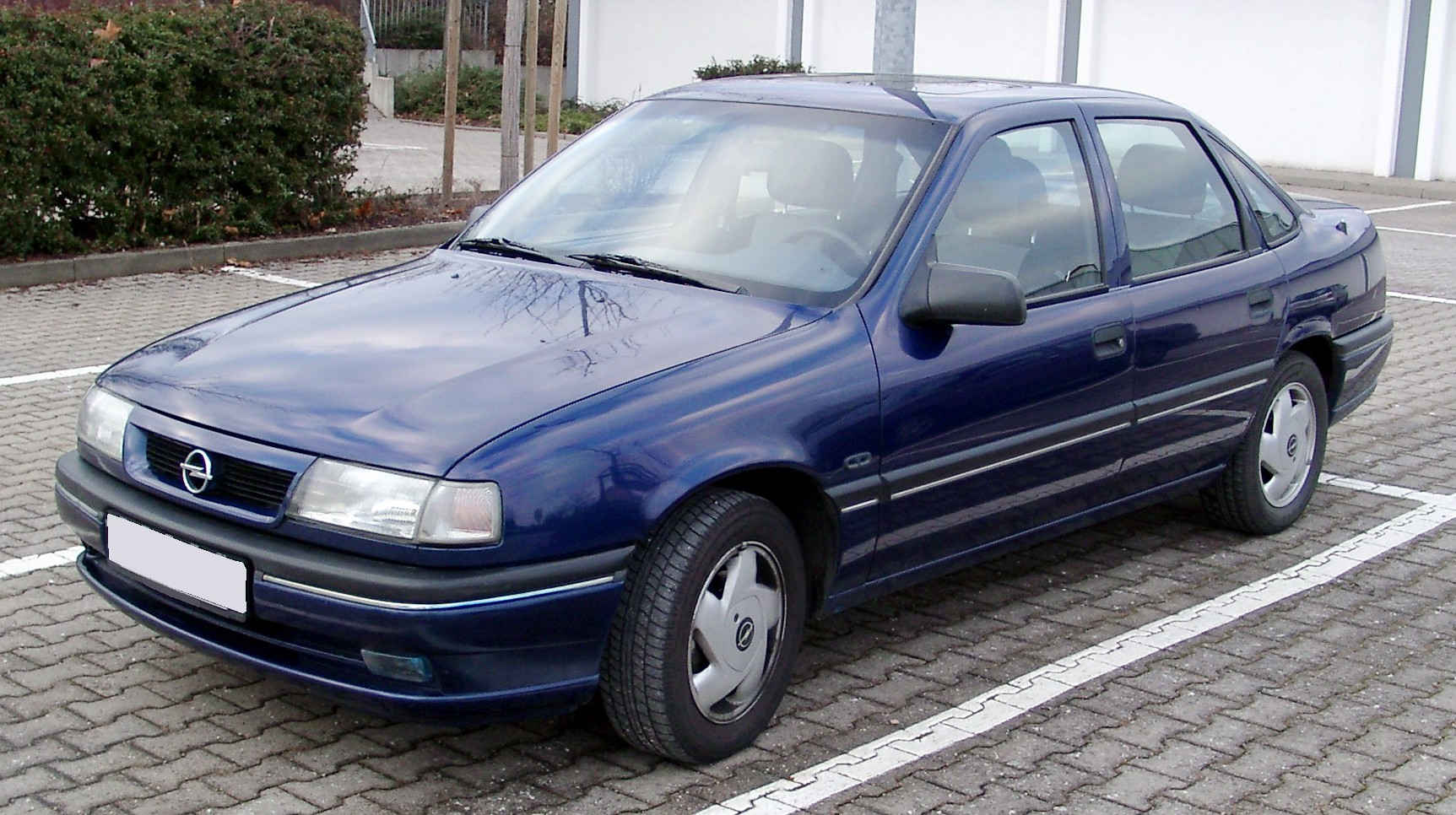
Opel Vectra Stufenheck (1992–1995)
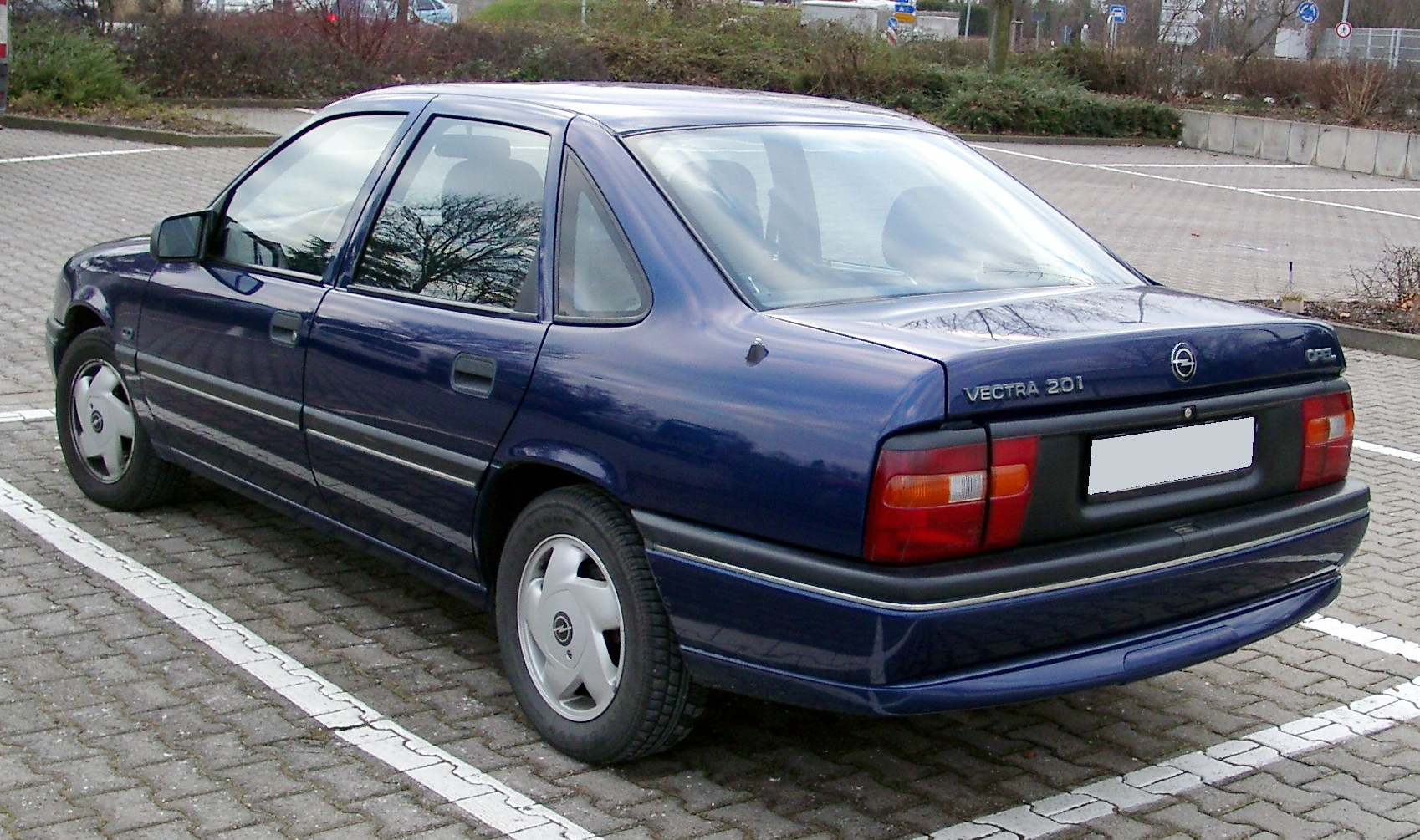
Heckansicht
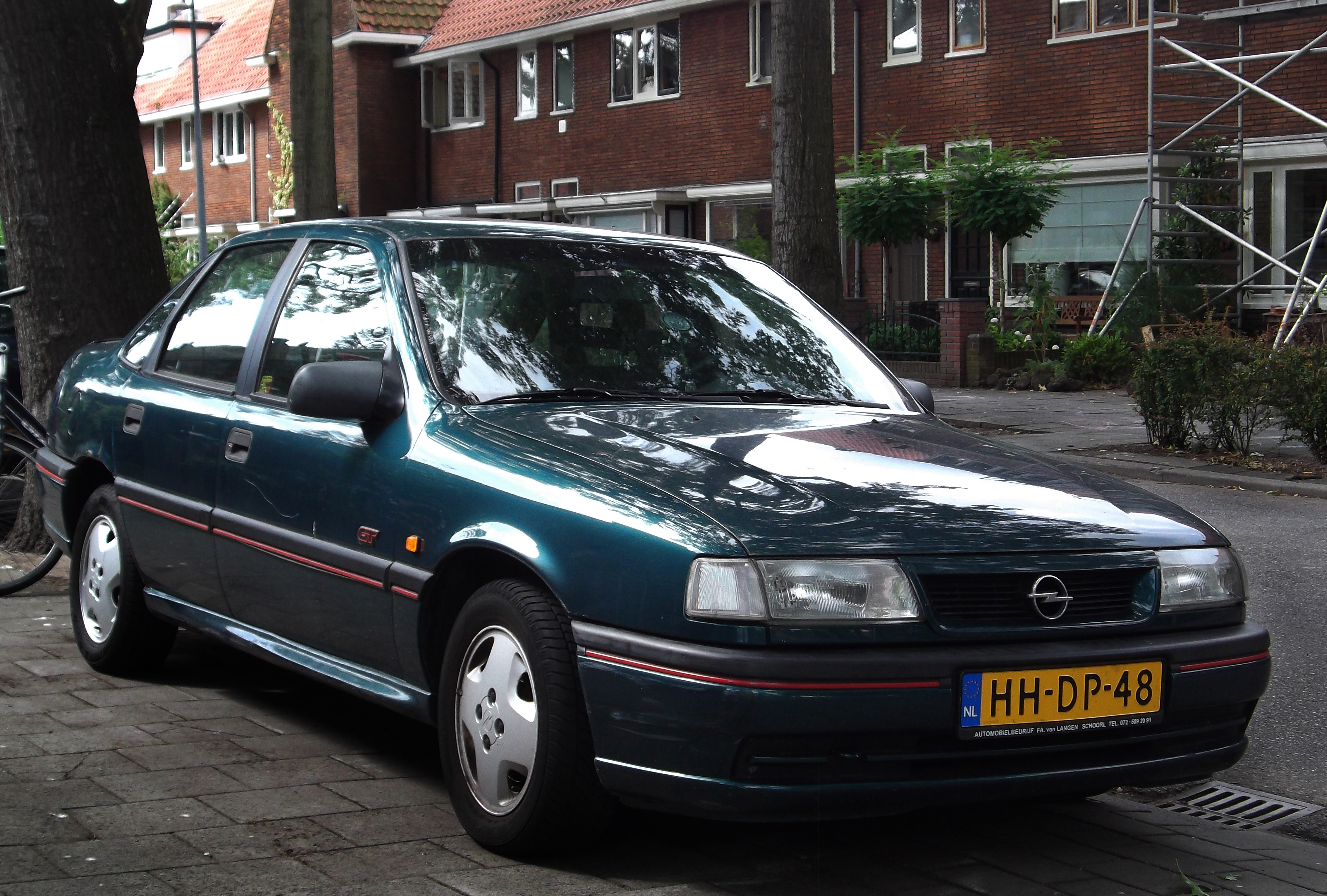
Opel Vectra 2.0 GT
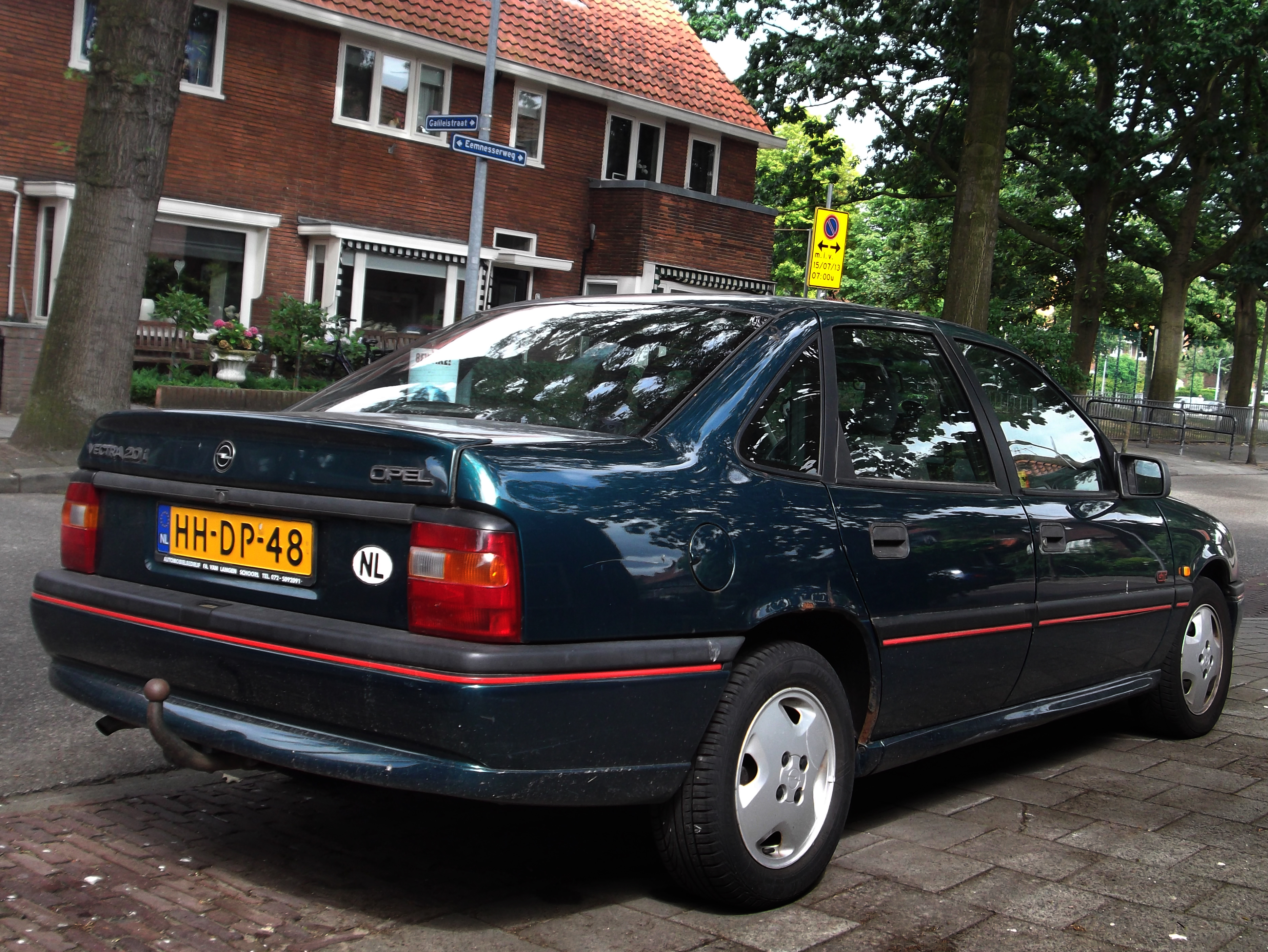
Heckansicht
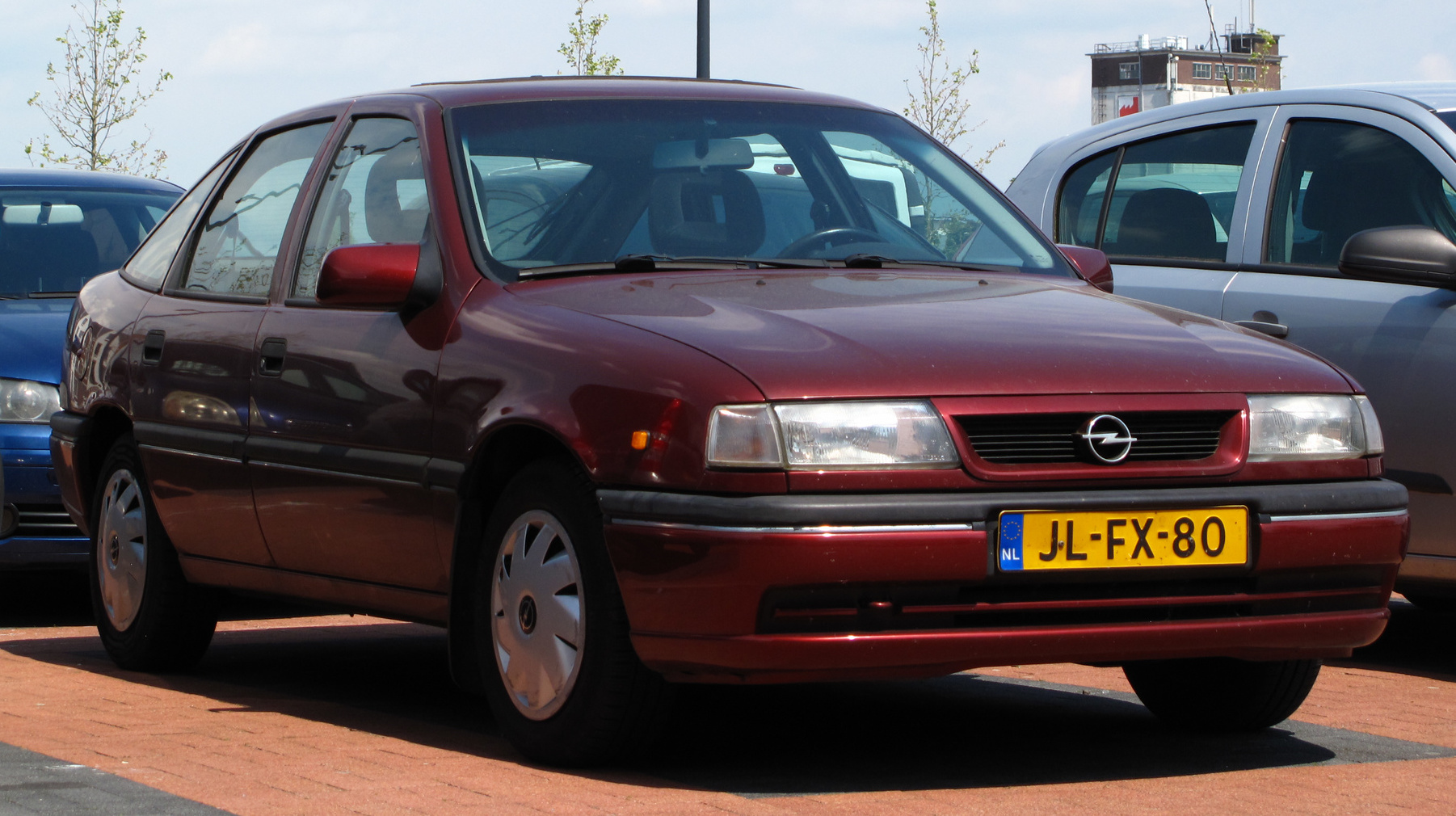
Opel Vectra Fließheck (1992–1995)

Bis zur Einstellung des Vectra A im Juli 1995 gab es zahlreiche Änderungen in den Kombinationsmöglichkeiten zwischen Karosserieform und Ausstattung, wodurch auch einige recht seltene Modelle entstanden:
- als Nachfolger des Vectra 2000 wurde der Vectra GT 16V mit überarbeitetem 110 kW (150 PS) leistenden 16-Ventil-Motor von September 1992 bis Februar 1994 angeboten. Der nur als Fließheck erhältliche Vectra GT bzw. GT 16V wurde von September 1993 bis Februar 1994 kurzzeitig auch als Stufenheck angeboten.
- der Vectra Eco mit dem neuen 52 kW (71 PS) starken 1,6i-Motor wurde ab September 1993 angeboten.
- von September 1993 bis Februar 1994 wurde kurzzeitig der V6 Exclusive angeboten.
- im September 1993 entfiel die Ausstattung 4x4, wodurch nur noch beim Vectra GL 2.0i Allrad als Sonderausstattung bestellt werden konnte, bis die Sonderausstattung Allrad im Februar 1994 ersatzlos entfiel.
- ab März 1994 wurde der rund 70.000-mal produzierte Vectra CDX eingeführt.

### Vectra V6
Der Vectra V6 Stufenheck mit dem 125 kW (170 PS) starken 2,5-l-V6-Motor wurde ab Facelift als das neue Topmodell in Deutschland angeboten. Ab März 1993 zunächst nur mit Automatikgetriebe erhältlich, gab es den V6 ab Juni 1993 auch mit Schaltgetriebe. Seit März 1994 wurde der Vectra V6 als Stufenheck und Fließheck angeboten. Durch den Wegfall des Vectra Turbo 4×4 war der Vectra V6 ab September 1994 das alleinige Topmodell.

### Expression (nur Schweiz)
Der Vectra Expression mit dem 2.0i-Motor mit 85 kW (115 PS) besitzt die sogenannte „Expression Safe-Tec“-Zusatzausstattung und wurde nur in der Schweiz angeboten.

Zur Zusatzausstattung verglichen mit dem Basismodell GL zählen der Fahrerairbag, ABS, spezielle Radabdeckungen, elektrische Fensterheber vorn, eine Innenausstattung in „Expression Safe-Tec“-Design, elektrisch beheiz- und verstellbare Außenspiegel, in Wagenfarbe lackierte Außenspiegelgehäuse sowie ein umlaufender Zierstreifen im „Expression Safe-Tec“-Design.

## Technische Daten

### Ottomotoren
|                                                 | 1.4 S                      | 1.6 S                      | 1.6 i                      | 1.6 i                      | 1.6 i                      | 1.6 i                      | 1.8 S                      | 1.8 S                          | 1.8 i                      |
| Bauzeitraum                                     | 09/1988–07/1990            | 09/1988–07/1990            | 09/1988–12/1988            | 09/1988–07/1993            | 09/1993–07/1995            | 09/1993–07/1995            | 09/1988–07/1989            | 09/1988–07/1989                | 09/1988–07/1995            |
| Motorkenndaten                                  |                            |                            |                            |                            |                            |                            |                            |                                |                            |
| Motorkennung                                    | 14NV (1)                   | 16SV                       | E16NZ (2)                  | C16NZ(2)                   | 16LZ2                      | X16SZ (3)                  | 18SV                       | E18NVR (2)                     | C18NZ                      |
| Motortyp                                        | R4-Ottomotor               | R4-Ottomotor               | R4-Ottomotor               | R4-Ottomotor               | R4-Ottomotor               | R4-Ottomotor               | R4-Ottomotor               | R4-Ottomotor                   | R4-Ottomotor               |
| Anzahl Ventile pro Zylinder                     | 2                          | 2                          | 2                          | 2                          | 2                          | 2                          | 2                          | 2                              | 2                          |
| Ventilsteuerung                                 | OHC, Zahnriemen            | OHC, Zahnriemen            | OHC, Zahnriemen            | OHC, Zahnriemen            | OHC, Zahnriemen            | OHC, Zahnriemen            | OHC, Zahnriemen            | OHC, Zahnriemen                | OHC, Zahnriemen            |
| Gemischaufbereitung                             | Vergaser                   | Vergaser                   | Zentraleinspritzung        | Zentraleinspritzung        | Zentraleinspritzung        | Zentraleinspritzung        | Vergaser                   | Vergaser                       | Zentraleinspritzung        |
| Katalysator                                     | keiner                     | keiner                     | keiner                     | geregelt                   | keiner                     | geregelt                   | keiner                     | keiner                         | geregelt                   |
| Motoraufladung                                  | —                          | —                          | —                          | —                          | —                          | —                          | —                          | —                              | —                          |
| Kühlung                                         | Wasserkühlung              | Wasserkühlung              | Wasserkühlung              | Wasserkühlung              | Wasserkühlung              | Wasserkühlung              | Wasserkühlung              | Wasserkühlung                  | Wasserkühlung              |
| Bohrung × Hub                                   | 77,6 mm × 73,4 mm          | 79,0 mm × 81,5 mm          | 79,0 mm × 81,5 mm          | 79,0 mm × 81,5 mm          | 80,0 mm × 79,5 mm          | 79,0 mm × 81,5 mm          | 84,8 mm × 79,5 mm          | 84,8 mm × 79,5 mm              | 84,8 mm × 79,5 mm          |
| Hubraum                                         | 1389 cm³                   | 1598 cm³                   | 1598 cm³                   | 1598 cm³                   | 1597 cm³                   | 1598 cm³                   | 1796 cm³                   | 1796 cm³                       | 1796 cm³                   |
| Verdichtungsverhältnis                          | 9,4:1                      | 10,0:1                     | 9,2:1                      | 9,2:1                      | 8,8:1                      | 10,0:1                     | 10,0:1                     | 9,2:1                          | 9,2:1                      |
| max. Leistung                                   | 55 kW (75 PS) bei 5600/min | 60 kW (82 PS) bei 5200/min | 55 kW (75 PS) bei 5200/min | 55 kW (75 PS) bei 5200/min | 55 kW (75 PS) bei 5400/min | 52 kW (71 PS) bei 5000/min | 66 kW (90 PS) bei 5400/min | 65 kW (88 PS) bei 5400/min     | 66 kW (90 PS) bei 5400/min |
| max. Drehmoment                                 | 108 Nm bei 3000/min        | 130 Nm bei 2600/min        | 127 Nm bei 2600/min        | 125 Nm bei 2600/min        | 120 Nm bei 2800/min        | 128 Nm bei 2800/min        | 148 Nm bei 2800/min        | 143 Nm bei 2800/min            | 145 Nm bei 3000/min        |
| Kraftübertragung                                |                            |                            |                            |                            |                            |                            |                            |                                |                            |
| Antrieb, serienmäßig                            | Vorderradantrieb           | Vorderradantrieb           | Vorderradantrieb           | Vorderradantrieb           | Vorderradantrieb           | Vorderradantrieb           | Vorderradantrieb           | Vorderradantrieb               | Vorderradantrieb           |
| Antrieb, optional                               | —                          | —                          | —                          | —                          | —                          | —                          | —                          | Allradantrieb                  | —                          |
| Getriebe, serienmäßig                           | 5-Gang-Schaltgetriebe      | 5-Gang-Schaltgetriebe      | 5-Gang-Schaltgetriebe      | 5-Gang-Schaltgetriebe      | 5-Gang-Schaltgetriebe      | 5-Gang-Schaltgetriebe      | 5-Gang-Schaltgetriebe      | 5-Gang-Schaltgetriebe          | 5-Gang-Schaltgetriebe      |
| Getriebe, optional                              | —                          | 4-Stufen-Automatikgetriebe | —                          | —                          | —                          | —                          | 4-Stufen-Automatikgetriebe | 4-Stufen-Automatikgetriebe     | 4-Stufen-Automatikgetriebe |
| Messwerte (4)                                   |                            |                            |                            |                            |                            |                            |                            |                                |                            |
| Höchstgeschwindigkeit                           | 176 km/h                   | 178 km/h (170 km/h)        | 176 km/h                   | 176 km/h                   | 176 km/h                   | 176 km/h                   | 183 km/h (177 km/h)        | 182 km/h (176 km/h) [173 km/h] | 183 km/h (177 km/h)        |
| Beschleunigung, 0–100 km/h                      | 14,5 s                     | k. A.                      | 14,0 s                     | 14,0 s                     | 14,0 s                     | 14,0 s                     | 12,5 s (15,0 s)            | k. A.                          | 12,5 s (15,0 s)            |
| Kraftstoffverbrauch auf 100 km (kombiniert) (5) | 6,3 l S                    | 6,4 l S (6,9 l S)          | 6,6 l S                    | 6,8 l S                    | 7,0 l S                    | 6,1 l S                    | 6,9 l S (7,2 l S)          | 7,1 l S (7,4 l S) [8,2 l S]    | 7,4 l S                    |

|                                                 | 2.0 i                       | 2.0 i                       | 2.0 i                          | 2.0 i                       | 2.0 i 16V                    | 2.0 i 16V                    | 2.0 i 16V                      | 2.0 i 16V Turbo              | 2.5 i V6                     |
| Bauzeitraum                                     | 09/1988–07/1989             | 09/1988–07/1989             | 09/1988–07/1995                | 09/1988–07/1989             | 09/1988–07/1989              | 09/1988–02/1994              | 03/1994–07/1995                | 09/1992–07/1994              | 03/1993–07/1995              |
| Motorkenndaten                                  |                             |                             |                                |                             |                              |                              |                                |                              |                              |
| Motorkennung                                    | C20NEF (1)                  | 20NE                        | C20NE                          | 20SEH                       | 20XEJ                        | C20XE                        | X20XEV                         | C20LET                       | C25XE                        |
| Motortyp                                        | R4-Ottomotor                | R4-Ottomotor                | R4-Ottomotor                   | R4-Ottomotor                | R4-Ottomotor                 | R4-Ottomotor                 | R4-Ottomotor                   | R4-Ottomotor                 | V6-Ottomotor                 |
| Anzahl Ventile pro Zylinder                     | 2                           | 2                           | 2                              | 2                           | 4                            | 4                            | 4                              | 4                            | 4                            |
| Ventilsteuerung                                 | OHC, Zahnriemen             | OHC, Zahnriemen             | OHC, Zahnriemen                | OHC, Zahnriemen             | DOHC, Zahnriemen             | DOHC, Zahnriemen             | DOHC, Zahnriemen               | DOHC, Zahnriemen             | 2 × DOHC, Zahnriemen         |
| Gemischaufbereitung                             | Saugrohreinspritzung        | Saugrohreinspritzung        | Saugrohreinspritzung           | Saugrohreinspritzung        | Saugrohreinspritzung         | Saugrohreinspritzung         | Saugrohreinspritzung           | Saugrohreinspritzung         | Saugrohreinspritzung         |
| Katalysator                                     | geregelt                    | keiner                      | geregelt                       | keiner                      | keiner                       | geregelt                     | geregelt                       | geregelt                     | geregelt                     |
| Motoraufladung                                  | —                           | —                           | —                              | —                           | —                            | —                            | —                              | Turbolader, Ladeluftkühler   | —                            |
| Kühlung                                         | Wasserkühlung               | Wasserkühlung               | Wasserkühlung                  | Wasserkühlung               | Wasserkühlung                | Wasserkühlung                | Wasserkühlung                  | Wasserkühlung                | Wasserkühlung                |
| Bohrung × Hub                                   | 86,0 mm × 86,0 mm           | 86,0 mm × 86,0 mm           | 86,0 mm × 86,0 mm              | 86,0 mm × 86,0 mm           | 86,0 mm × 86,0 mm            | 86,0 mm × 86,0 mm            | 86,0 mm × 86,0 mm              | 86,0 mm × 86,0 mm            | 81,6 mm × 79,6 mm            |
| Hubraum                                         | 1998 cm³                    | 1998 cm³                    | 1998 cm³                       | 1998 cm³                    | 1998 cm³                     | 1998 cm³                     | 1998 cm³                       | 1998 cm³                     | 2498 cm³                     |
| Verdichtungsverhältnis                          | 9,2:1                       | 9,2:1                       | 9,2:1                          | 10,0:1                      | 10,5:1                       | 10,5:1                       | 10,8:1                         | 9,0:1                        | 10,8:1                       |
| max. Leistung                                   | 74 kW (101 PS) bei 5200/min | 85 kW (115 PS) bei 5200/min | 85 kW (115 PS) bei 5200/min    | 95 kW (129 PS) bei 5600/min | 110 kW (150 PS) bei 6000/min | 110 kW (150 PS) bei 6000/min | 100 kW (136 PS) bei 5600/min   | 150 kW (204 PS) bei 5600/min | 125 kW (170 PS) bei 6000/min |
| max. Drehmoment                                 | 158 Nm bei 2600/min         | 175 Nm bei 2600/min         | 170 Nm bei 2600/min            | 180 Nm bei 4600/min         | 196 Nm bei 4800/min          | 196 Nm bei 4800/min          | 185 Nm bei 4000/min            | 280 Nm bei 2400/min          | 227 Nm bei 4200/min          |
| Kraftübertragung                                |                             |                             |                                |                             |                              |                              |                                |                              |                              |
| Antrieb, serienmäßig                            | Vorderradantrieb            | Vorderradantrieb            | Vorderradantrieb               | Vorderradantrieb            | Vorderradantrieb             | Vorderradantrieb             | Vorderradantrieb               | Allradantrieb                | Vorderradantrieb             |
| Antrieb, optional                               | —                           | —                           | Allradantrieb                  | Allradantrieb               | —                            | Allradantrieb                | Allradantrieb                  | —                            | —                            |
| Getriebe, serienmäßig                           | 5-Gang-Schaltgetriebe       | 5-Gang-Schaltgetriebe       | 5-Gang-Schaltgetriebe          | 5-Gang-Schaltgetriebe       | 5-Gang-Schaltgetriebe        | 5-Gang-Schaltgetriebe        | 5-Gang-Schaltgetriebe          | 6-Gang-Schaltgetriebe        | 5-Gang-Schaltgetriebe        |
| Getriebe, optional                              | —                           | 4-Stufen-Automatikgetriebe  | 4-Stufen-Automatikgetriebe     | —                           | —                            | —                            | 4-Stufen-Automatikgetriebe     | —                            | 4-Stufen-Automatikgetriebe   |
| Messwerte (2)                                   |                             |                             |                                |                             |                              |                              |                                |                              |                              |
| Höchstgeschwindigkeit                           | k. A.                       | 198 km/h (193 km/h)         | 198 km/h (193 km/h) [192 km/h] | 206 km/h [197 km/h]         | 217 km/h                     | 217 km/h [208 km/h]          | 210 km/h (200 km/h) [204 km/h] | [240 km/h]                   | 233 km/h (230 km/h)          |
| Beschleunigung, 0–100 km/h                      | k. A.                       | 10,5 s (12,0 s)             | 10,5 s (12,0 s) [11,0 s]       | k. A.                       | 8,5 s                        | 8,5 s [9,5 s]                | 9,5 s (11,5 s) [10,5 s]        | 6,8 s                        | 7,8 s (8,8 s)                |
| Kraftstoffverbrauch auf 100 km (kombiniert) (3) | k. A.                       | 6,9 l S (7,2 l S)           | 7,1 l S (7,5 l S) [8,6 l S]    | 7,4 l S [8,2 l S]           | 7,0 l S                      | 7,2 l S [8,3 l S]            | 6,9 l S (6,7 l S) [8,3 l S]    | [8,4 l S]                    | 8,4 l S (8,2 l S)            |

### Dieselmotoren
|                                                 | 1.7 D                      | 1.7 D                      | 1.7 TD                     |
| Bauzeitraum                                     | 09/1988–07/1992            | 03/1994–07/1995            | 09/1988–07/1995            |
| Motorkenndaten                                  |                            |                            |                            |
| Motorkennung                                    | 17D                        | 17DR                       | 17DT (TC4EE1)              |
| Motortyp                                        | R4-Dieselmotor             | R4-Dieselmotor             | R4-Dieselmotor             |
| Anzahl Ventile pro Zylinder                     | 2                          | 2                          | 2                          |
| Ventilsteuerung                                 | OHC, Zahnriemen            | OHC, Zahnriemen            | OHC, Zahnriemen            |
| Gemischaufbereitung                             | Wirbelkammereinspritzung   | Wirbelkammereinspritzung   | Wirbelkammereinspritzung   |
| Katalysator                                     | keiner                     | keiner                     | keiner                     |
| Motoraufladung                                  | —                          | —                          | Turbolader, Ladeluftkühler |
| Kühlung                                         | Wasserkühlung              | Wasserkühlung              | Wasserkühlung              |
| Bohrung × Hub                                   | 82,5 mm × 79,5 mm          | 82,5 mm × 79,5 mm          | 79,0 mm × 86,0 mm          |
| Hubraum                                         | 1700 cm³                   | 1700 cm³                   | 1686 cm³                   |
| Verdichtungsverhältnis                          | 23,0:1                     | 23,0:1                     | 22,0:1                     |
| max. Leistung                                   | 42 kW (57 PS) bei 4600/min | 44 kW (60 PS) bei 4600/min | 60 kW (82 PS) bei 4400/min |
| max. Drehmoment                                 | 105 Nm bei 2400–2600/min   | 105 Nm bei 2400–2600/min   | 168 Nm bei 2400/min        |
| Kraftübertragung                                |                            |                            |                            |
| Antrieb                                         | Vorderradantrieb           | Vorderradantrieb           | Vorderradantrieb           |
| Getriebe                                        | 5-Gang-Schaltgetriebe      | 5-Gang-Schaltgetriebe      | 5-Gang-Schaltgetriebe      |
| Messwerte                                       |                            |                            |                            |
| Höchstgeschwindigkeit                           | 152 km/h                   | 152 km/h                   | 176 km/h                   |
| Beschleunigung, 0–100 km/h                      | 20,0 s                     | 20,5 s                     | 14,5 s                     |
| Kraftstoffverbrauch auf 100 km (kombiniert) (1) | 6,0 l D                    | 6,0 l D                    | 6,6 l D                    |

### Motorcodes
| 1. Stelle = Abgasnorm                  | 2./3. Stelle = Hubraum (in 0,1 × Litern) | 4. Stelle = Verdichtungsverhältnis | 5. Stelle = Gemischaufbereitung   | 6. Stelle = spezielle Ausführung              |
| -------------------------------------- | ---------------------------------------- | ---------------------------------- | --------------------------------- | --------------------------------------------- |
| A = Österreich                         | 14 = 1,4 Liter                           | G = < 8,5:1                        | E = Einzeleinspritzung (Saugrohr) | F = Behörden-Fahrzeuge (gedrosselte Leistung) |
| C = mit geregeltem Katalysator, Euro 1 | 16 = 1,6 Liter                           | L = > 8,5–9,0:1                    | H = Direkteinspritzung            | H = erhöhte Leistung/Aufladung                |
| E = Euronorm                           | 17 = 1,7 Liter                           | N = > 9,0–9,5:1                    | NG = Erdgas                       | I = Irmscher                                  |
| H = Holden ADR 37                      | 18 = 1,8 Liter                           | S = > 9,5–10,5:1                   | V = Vergaser                      | L = niedrige Leistung/Aufladung               |
| S = Schweden A 10/11                   | 20 = 2,0 Liter                           | X = > 10,5–11,5:1                  | Z = Zentraleinspritzung           | R = erhöhte Leistung                          |
| X = D3/D4                              | 25 = 2,5 Liter                           | Y = > 11,5:1                       |                                   | T = Turbolader                                |
| Y = Euro 2/D3 bzw. Euro 3/D4           | 30 = 3,0 Liter                           | D = Diesel                         |                                   | V = Volumenmodell                             |
| Z = Euro 3/D4 bzw. Euro 4              |                                          |                                    |                                   |                                               |
| keine = ohne Kat                       |                                          |                                    |                                   |                                               |